# Transat anglaise 2000
Navigation
Édition précédente Édition suivante
La Transat anglaise 2000 (Europe 1 New Man STAR 2000) est la onzième édition de la transat anglaise. Elle s'effectue sur le trajet Plymouth - Newport. 7 trimarans de 60 pieds sont engagés, et pas moins de 24 monocoques IMOCA. Contre toute attente, Francis Joyon remporte la course en 9 j 23 h 21 min, avec son ancien bateau Eure-et-Loir de 1994, après avoir perdu son sponsor majeur Banque populaire. En monocoque 60 pieds Open, une jeune fille de 23 ans, Ellen MacArthur, dame le pion à toute une armada de concurrents qui se préparent pour le Vendée Globe en fin d'année.

## Classements

### Multicoques de 60 pieds ORMA
Les 60 pieds ORMA sont une classe de voiliers multicoques, dont la longueur est de 60 pieds soit 18,288 mètres.
| Classement | Skipper         | Bateau                 | Nationalité | Temps            |
| ---------- | --------------- | ---------------------- | ----------- | ---------------- |
| 1er        | Francis Joyon   | Eure-et-Loir           | France      | 9 j 23 h 21 min  |
| 2e         | Marc Guillemot  | Biscuits la Trinitaine | France      | 10 j 1 h 59 min  |
| 3e         | Franck Cammas   | Groupama               | France      | 10 j 2 h 40 min  |
| 4e         | Alain Gautier   | Foncia                 | France      | 10 j 8 h 37 min  |
| 5e         | Jean-Luc Nélias | Belgacom               | France      | 10 j 19 h 35 min |
| 6e         | Yvan Bourgnon   | Bayer en France        | Suisse      | 16 j 6 h 21 min  |
| abandon    | Lalou Roucayrol | Banque populaire II    | France      | chavirage        |

### Monocoques de 60 pieds IMOCA
Les 60 pieds IMOCA sont une classe de voiliers monocoques, dont la longueur est de 60 pieds soit 18,288 mètres.
| Classement | Skipper           | Bateau                  | Nationalité | Temps              |
| ---------- | ----------------- | ----------------------- | ----------- | ------------------ |
| 1er        | Ellen MacArthur   | Kingfisher              | Royaume-Uni | 14 j 23 h 1 min    |
| 2e         | Roland Jourdain   | Sill Beurre Le Gall     | France      | 15 j 13 h 38 min   |
| 3e         | Mike Golding      | Team Group 4            | Royaume-Uni | 15 j 14 h 50 min   |
| 4e         | Thierry Dubois    | Solidaires              | France      | 15 j 15 h 33 min   |
| 5e         | Giovanni Soldini  | Fila                    | Italie      | 16 j 4 h 10 min    |
| 6e         | Catherine Chabaud | Whirlpool               | France      | 16 j 10 h 19 min   |
| 7e         | Michel Desjoyeaux | PRB                     | France      | 16 j 15 h 51 min   |
| 8e         | Marc Thiercelin   | Active Wear             | France      | 17 j 15 h 44 min   |
| 9e         | Dominique Wavre   | Union Bancaire Privée   | France      | 17 j 17 h 2 min    |
| 10e        | Joé Seeten        | Nord Pas de Calais      | France      | 18 j 2 h 22 min    |
| 11e        | Xavier Lecoeur    | GEB                     | France      | 19 j 13 h 3 min    |
| 12e        | Didier Munduteguy | DDP 60me Sud            | France      | 21 j 7 h 18 min    |
| 13e        | Patrick Favre     | Adrenalines             | France      | 31 j 5 h 19 min    |
|            | Yves Parlier      | Aquitaine Innovations   | France      | dématé             |
|            | Thomas Coville    | Sodebo Savourons la Vie | France      | dématé             |
|            | Éric Dumont       | Services Euroka         | France      | dématé             |
|            | Dirk Gunst        | Tomidi                  | Belgique    | pilote automatique |
|            | Richard Tolkien   | This Time               | Royaume-Uni | abandon            |
|            | Bruce Burgess     | Hawaiian Express        | États-Unis  | problème médical   |